# Anastasía Tsakiri
Anastasía Tsakiri –en griego, Αναστασία Τσακίρη– (2 de febrero de 1979) es una deportista griega que compitió en halterofilia.
Ganó dos medallas de plata en el Campeonato Mundial de Halterofilia, en los años 2001 y 2002, y tres medallas en el Campeonato Europeo de Halterofilia entre los años 2002 y 2004.

## Palmarés internacional
| Campeonato Mundial | Campeonato Mundial | Campeonato Mundial | Campeonato Mundial |
| Año                | Lugar              | Medalla            | Categoría          |
| ------------------ | ------------------ | ------------------ | ------------------ |
| 2001               | Antalya (Turquía)  | Medalla de plata   | 63 kg              |
| 2002               | Varsovia (Polonia) | Medalla de plata   | 63 kg              |
| Campeonato Europeo |                    |                    |                    |
| Año                | Lugar              | Medalla            | Categoría          |
| 2002               | Antalya (Turquía)  | Medalla de plata   | 63 kg              |
| 2003               | Lutraki (Grecia)   | Medalla de oro     | 63 kg              |
| 2004               | Kiev (Ucrania)     | Medalla de bronce  | 63 kg              |